# Max Chantal
Pour les articles homonymes, voir Chantal.
Pas d'image ? Cliquez ici

a Compétitions nationales et continentales officielles uniquement.

b Matchs officiels uniquement.
Max Chantal, né le 21 août 1955 à Bias (Lot-et-Garonne) et mort le 9 janvier 2023 à Villeneuve-sur-Lot,, est un joueur français de rugby à XIII évoluant au poste de pilier ou de deuxième ligne.
Il fait sa carrière au sein du club de Villeneuve-sur-Lot remportant avec celui-ci le Championnat de France en 1980 et la Coupe de France en 1979 et 1984. Il est également un titulaire régulier au poste de pilier de l'équipe de France pendant une dizaine d'années entre 1977 et 1986 remportant notamment la Coupe d'Europe des nations en 1981.

## Biographie
Son fils Benoît Chantal a également été joueur de rugby à XIII à Villeneuve-sur-Lot.

## Palmarès
- Collectif :
  - Vainqueur de la Coupe d'Europe des nations : 1981 (France).
  - Vainqueur du Championnat de France : 1980 (Villeneuve-sur-Lot).
  - Vainqueur de la Coupe de France : 1979 et 1984 (Villeneuve-sur-Lot).
  - Finaliste du Championnat de France : 1974, 1981, 1983 et 1984 (Villeneuve-sur-Lot).

### Détails en sélection
| 1.  | 29 mai 1977      | Papouasie-Nouvelle-Guinée | 6-37  | Test-match     | Pilier         | - | - | - | - |
| 2.  | 11 juin 1977     | Australie                 | 9-21  | Coupe du monde | Pilier         | - | - | - | - |
| 3.  | 14 octobre 1979  | Papouasie-Nouvelle-Guinée | 16-9  | Test-match     | Pilier         | - | - | - | - |
| 4.  | 28 octobre 1979  | Papouasie-Nouvelle-Guinée | 15-2  | Test-match     | Deuxième ligne | - | - | - | - |
| 5.  | 26 janvier 1980  | Pays de Galles            | 21-7  | Coupe d'Europe | Pilier         | - | - | - | - |
| 6.  | 16 mars 1980     | Angleterre                | 2-4   | Coupe d'Europe | Pilier         | - | - | - | - |
| 7.  | 31 janvier 1981  | Pays de Galles            | 23-5  | Coupe d'Europe | Pilier         | - | - | - | - |
| 8.  | 21 février 1981  | Angleterre                | 5-1   | Coupe d'Europe | Pilier         | - | - | - | - |
| 9.  | 7 juin 1981      | Nouvelle-Zélande          | 3-26  | Test-match     | Pilier         | - | - | - | - |
| 10. | 21 juin 1981     | Nouvelle-Zélande          | 2-25  | Test-match     | Pilier         | - | - | - | - |
| 11. | 4 juillet 1981   | Australie                 | 3-43  | Test-match     | Pilier         | - | - | - | - |
| 12. | 18 juillet 1981  | Australie                 | 2-17  | Test-match     | Pilier         | - | - | - | - |
| 13. | 23 août 1981     | Papouasie-Nouvelle-Guinée | 13-13 | Test-match     | Pilier         | - | - | - | - |
| 14. | 5 décembre 1982  | Australie                 | 4-15  | Test-match     | Pilier         | - | - | - | - |
| 15. | 18 décembre 1982 | Australie                 | 9-23  | Test-match     | Pilier         | - | - | - | - |
| 16. | 20 février 1983  | Grande-Bretagne           | 5-20  | Test-match     | Pilier         | - | - | - | - |
| 17. | 6 mars 1983      | Grande-Bretagne           | 5-17  | Test-match     | Pilier         | - | - | - | - |
| 18. | 29 janvier 1984  | Grande-Bretagne           | 0-12  | Test-match     | Pilier         | - | - | - | - |
| 19. | 17 février 1984  | Grande-Bretagne           | 0-10  | Test-match     | Pilier         | - | - | - | - |
| 20. | 1er mars 1985    | Grande-Bretagne           | 4-50  | Test-match     | Pilier         | - | - | - | - |
| 21. | 17 mars 1985     | Grande-Bretagne           | 24-16 | Test-match     | Pilier         | - | - | - | - |
| 22. | 24 novembre 1985 | Nouvelle-Zélande          | 0-22  | Test-match     | Pilier         | - | - | - | - |
| 23. | 7 décembre 1985  | Nouvelle-Zélande          | 0-22  | Coupe du monde | Pilier         | - | - | - | - |
| 24. | 16 février 1986  | Grande-Bretagne           | 10-10 | Coupe du monde | Pilier         | - | - | - | - |
| 25. | 1er mars 1986    | Grande-Bretagne           | 10-24 | Test-match     | Pilier         | - | - | - | - |
| 26. | 30 novembre 1986 | Australie                 | 2-44  | Test-match     | Pilier         | - | - | - | - |
| 27. | 13 décembre 1986 | Australie                 | 0-52  | Coupe du monde | Pilier         | - | - | - | - |